# 周氏住宅
周氏住宅，位于江苏省泰州市海陵区，是中华人民共和国江苏省文物保护单位之一。
2002年10月22日，授予江苏省文物保护单位，是一座古建筑。